# Mezzo d'opera

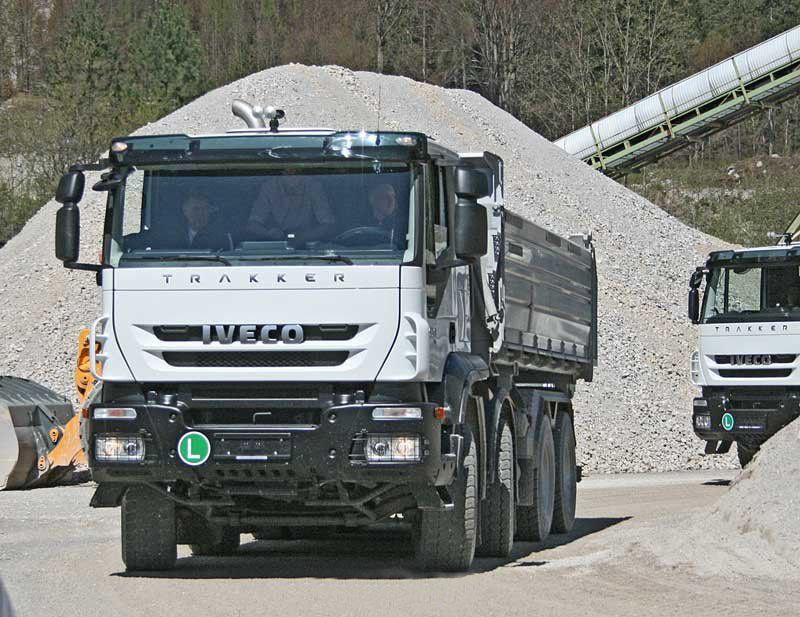
Esempio di mezzo d'opera Iveco Trakker

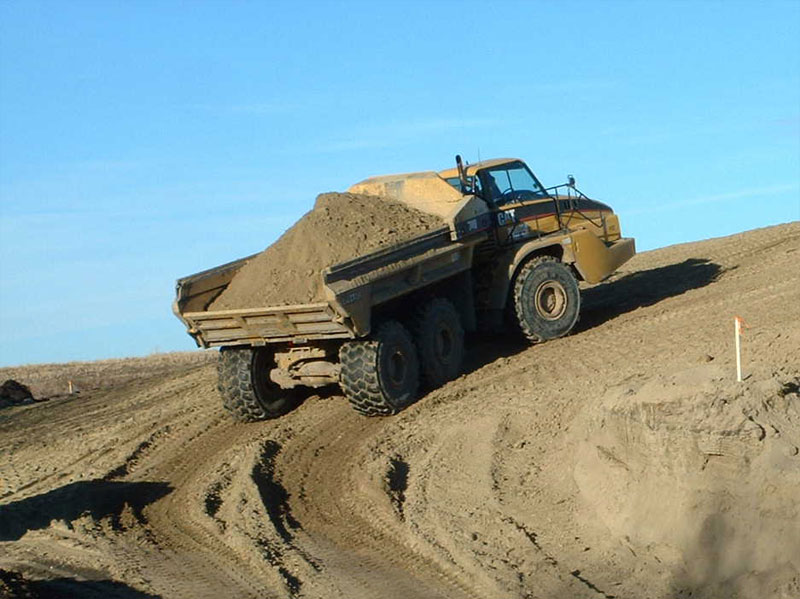
Altro esempio di mezzo d'opera, un Caterpillar 740

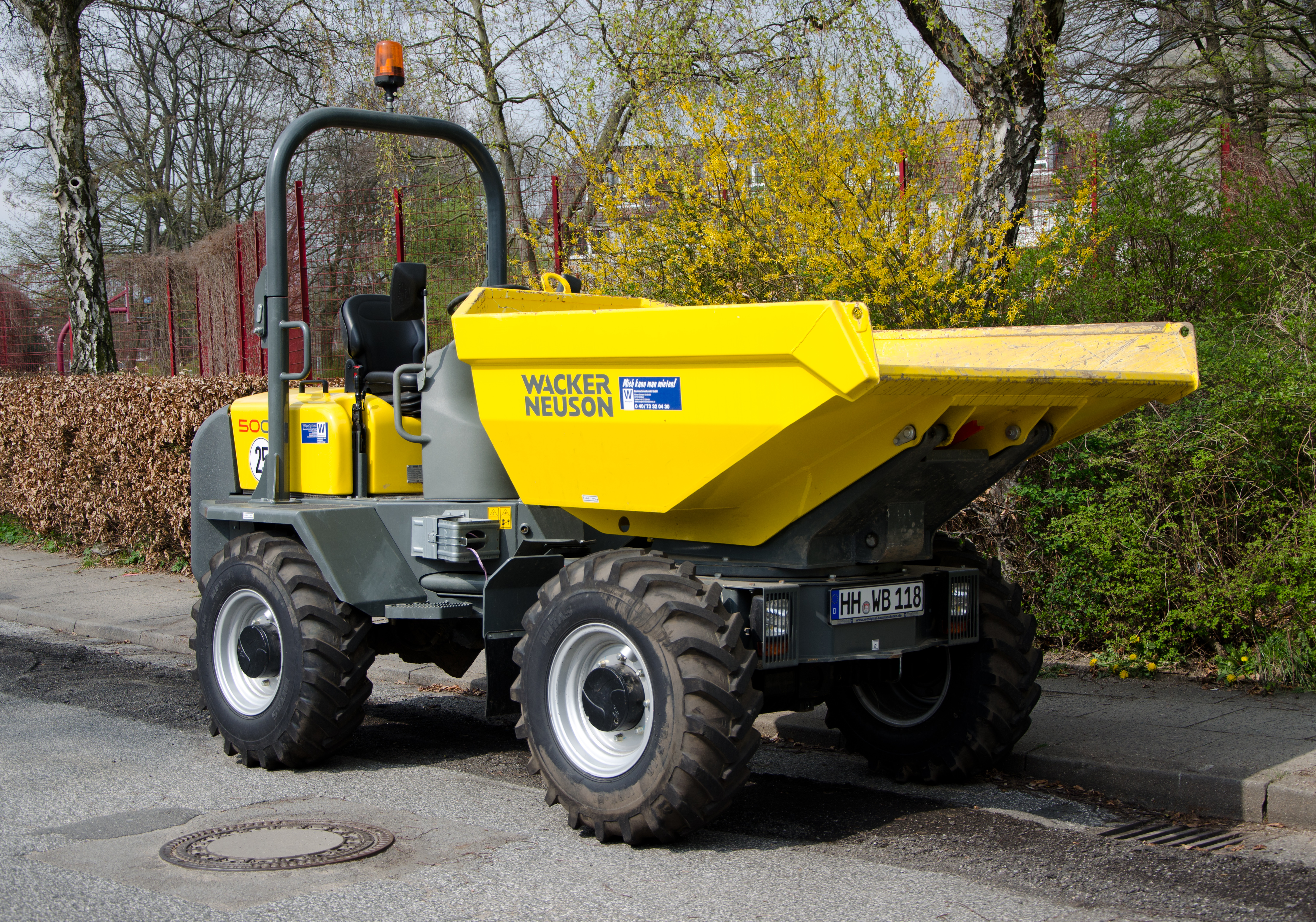
Wacker Neuson Dumper 5001s

Per mezzo d'opera si intende un mezzo di trasporto utilizzato per trasportare materiali generalmente di impiego o di risulta dell’attività edilizia, stradale, di escavazione mineraria, utilizzati in ambito stradale e di cantiere o industriale.
Nella maggior parte dei casi si tratta di automezzi dotati di un sistema idraulico in grado di sollevare posteriormente e/o lateralmente il cassone per effettuare lo scarico del materiale trasportato.

## Normativa

### Normativa italiana
Nel codice della strada italiano si intendono come mezzi d'opera i veicoli che si occupano del trasporto di materiali per l'edilizia o per le attività forestali e dei trasporti connessi al ciclo dei rifiuti. Sono disciplinati dall'articolo 54, comma 1, lettera n del codice della strada. Possono essere utilizzati su strada o fuori. I limiti di peso, disciplinati dagli articoli 10, 61 e 62 del codice della strada, li distinguono dagli autocarri: 13 tonnellate per l'asse più caricato, 20 per i veicoli a due assi, 33 a tre assi e 40 per quelli con un numero superiore di assi.
In accoppiata con un rimorchio, a differenza dei normali autotreno e autoarticolato, i limiti sono di 44 tonnellate per i quattro assi, 56 t per i cinque o più assi, 54 t per il trasporto di calcestruzzo in betoniera. Appunto a causa del loro peso elevato i mezzi d'opera, in base all'art.34 dello stesso Codice della Strada, sono soggetti a oneri aggiuntivi a titolo di compensazione della maggiore usura dell'infrastruttura viaria nel caso utilizzino normali strade; a tali oneri va aggiunto un ulteriore pedaggio supplementare nel caso di utilizzi autostradali.
Inoltre, per tutti i mezzi d'opera, è fatto obbligo, secondo quanto concerne l’articolo 11 del Regolamento di Esecuzione del Codice della Strada, che taluni mezzi siano dotati di dispositivi supplementari, che devono essere a luce lampeggiante gialla o arancione (Girofaro) e devono essere di tipo approvato dal Ministero dei trasporti e della navigazione- Direzione generale della M.C.T.C. o conformi a direttive CEE o a regolamenti ECE-ONU recepiti dal Ministero dei trasporti e della navigazione. Il numero è quello necessario per garantire il rispetto, anche per veicoli a pieno carico, degli angoli di visibilità di cui all’art. 266. Tali dispositivi possono essere fissati alla struttura del veicolo oppure essere rimovibili. Essi devono essere sempre accesi, anche quando non è prescritto l’uso di dispositivi di segnalazione visiva e di illuminazione ai sensi dell’articolo 152 del codice. Quanto riportato significa che questi dispositivi devono essere accesi, a prescindere dalla condizione di visibilità e anche quando il veicolo è scarico, quindi sempre, dato che queste luci sono legate al veicolo e non alle situazioni in cui esso si trova.